# Campeonato Sul-Mato-Grossense 1996
In 1996 werd het achttiende Campeonato Sul-Mato-Grossense gespeeld voor voetbalclubs uit de Braziliaanse staat Mato Grosso do Sul. De competitie werd georganiseerd door de Federação de Futebol de Mato Grosso do Sul en werd gespeeld van 10 maart tot 7 juli. Operário werd kampioen. 

## Eerste toernooi
| Plaats | Club                     | Wed. | W | G | V | Saldo | Ptn. |
| ------ | ------------------------ | ---- | - | - | - | ----- | ---- |
| 1.     | Ubiratan                 | 8    | 6 | 1 | 1 | 18:5  | 19   |
| 2.     | Comercial                | 8    | 5 | 0 | 3 | 11:7  | 15   |
| 3.     | Operário de Campo Grande | 8    | 4 | 1 | 3 | 11:10 | 13   |
| 4.     | Marítimos                | 8    | 3 | 0 | 5 | 11:16 | 9    |
| 5.     | Operário de Dourados (1) | 8    | 1 | 0 | 7 | 12:25 | -2   |

 (1): Operário de Dourados kreeg vijf strafpunten voor het opstellen van een niet-speelgerechtige speler. 
|  | Geplaatst voor tweede toernooi |

## Tweede toernooi
In de vierde wedstrijd bestormden fans van Ubiratan het veld en bedreigden de scheidsrechter. Ubiratan gaf verder verstek voor de rest van het toernooi en de uitslagen van de reeds gespeeld wedstrijden werden geannuleerd. 
| Plaats | Club                     | Wed.           | W              | G              | V              | Saldo          | Ptn.           |
| ------ | ------------------------ | -------------- | -------------- | -------------- | -------------- | -------------- | -------------- |
| 1.     | Comercial                | 4              | 2              | 2              | 0              | 4:2            | 8              |
| 2.     | Operário de Campo Grande | 4              | 2              | 1              | 1              | 7:3            | 7              |
| 3.     | Marítimos                | 4              | 0              | 1              | 3              | 2:8            | 1              |
| 4.     | Ubiratan                 | Teruggetrokken | Teruggetrokken | Teruggetrokken | Teruggetrokken | Teruggetrokken | Teruggetrokken |

|  | Geplaatst voor finale |
|  | Teruggetrokken        |

## Finale
|              |          |       |           |  |
| 30 juni Heen | Operário | 0 – 0 | Comercial |  |
| 30 juni Heen |          |       |           |  |

|              |           |       |          |  |
| 7 juli Terug | Comercial | 0 – 1 | Operário |  |
| 7 juli Terug |           |       |          |  |

### Kampioen
| Campeonato Sul-Mato-Grossense de 1996 |
| Mato Grosso do Sul                    |
| ------------------------------------- |
| OPERÁRIO Kampioen (9° titel)          |